# Jakub Lauko

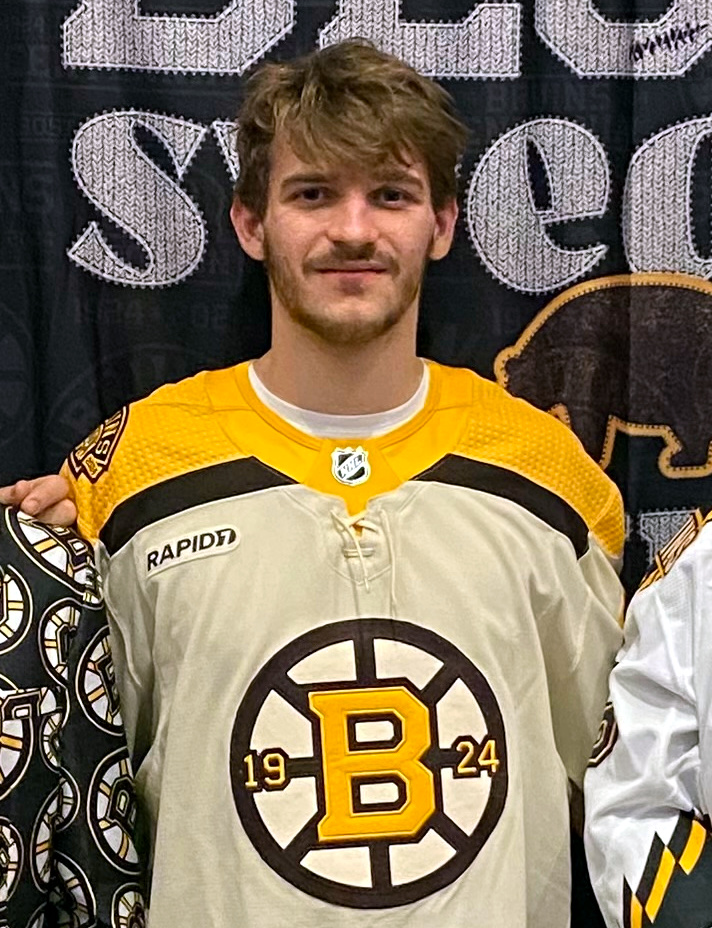
Jakub Lauko au boston bruins 2023

Jakub Lauko (né le 28 mars 2000 à Prague en Tchéquie) est un joueur professionnel tchèque de hockey sur glace. Il évolue au poste d'ailier.

## Biographie

### Carrière en club
Formé au KLH Chomutov, il commence sa carrière en sénior dans l'Extraliga tchèque en 2016-2017. Il est choisi lors de la sélection européenne 2017 de la Ligue canadienne de hockey par les Huskies de Rouyn-Noranda au deuxième tour, en cent-septième position. Il est sélectionné au cours du repêchage d'entrée dans la LNH 2018 par les Bruins de Boston au 3e tour, en 77e position.
En 2018, il part en Amérique du Nord et évolue dans la Ligue de hockey junior majeur du Québec avec les Huskies. L'équipe remporte la Coupe du président et la Coupe Memorial 2019.
La saison suivante, Lauko est assigné aux Bruins de Providence, club-école des Bruins dans la Ligue américaine de hockey.
Il joue son premier match dans la Ligue nationale de hockey avec les Bruins le 12 octobre 2022 chez les Capitals de Washington. Il enregistre son premier point, une assistance le 18 octobre contre les Sénateurs d'Ottawa. Il marque son premier but dans la LNH le 1er novembre 2022 chez les Penguins de Pittsburgh.
Le 29 juin 2024, Lauko est échangé au Wild du Minnesota avec un choix de 4e tour en 2024 (122e sélection au total) contre Vinni Lettieri et un choix de 4e tour en 2024 (110e sélection).
En moins d'un an, il fait un retour à Boston. Le 6 mars 2025, le Wild envoie Marat Khousnoutdinov et lui aux Bruins avec un choix de 6e ronde en retour de Justin Brazeau.

### Carrière internationale
Il représente la Tchéquie au niveau international. Il prend part aux sélections jeunes.

## Statistiques

### En club
| Saison     | Équipe                   | Ligue             |     | Saison régulière | Saison régulière | Saison régulière | Saison régulière | Saison régulière |   | Séries éliminatoires | Séries éliminatoires | Séries éliminatoires | Séries éliminatoires | Séries éliminatoires |
| Saison     | Équipe                   | Ligue             | PJ  | B                | A                | Pts              | Pun              | PJ               | B | A                    | Pts                  | Pun                  |                      |                      |
| 2016-2017  | Piráti Chomutov          | Extraliga tchèque | 28  | 2                | 0                | 2                | 2                | 9                | 0 | 0                    | 0                    | 4                    |                      |                      |
| 2017-2018  | Piráti Chomutov          | Extraliga tchèque | 42  | 3                | 6                | 9                | 20               | 6rel             | 1 | 2                    | 3                    | 4                    |                      |                      |
| 2018-2019  | Huskies de Rouyn-Noranda | LHJMQ             | 44  | 21               | 20               | 41               | 43               | 19               | 6 | 7                    | 13                   | 17                   |                      |                      |
| 2019-2020  | Bruins de Providence     | LAH               | 22  | 5                | 4                | 9                | 24               | -                | - | -                    | -                    | -                    |                      |                      |
| 2020-2021  | HC Energie Karlovy Vary  | Extraliga tchèque | 25  | 5                | 5                | 10               | 26               | -                | - | -                    | -                    | -                    |                      |                      |
| 2020-2021  | Bruins de Providence     | LAH               | 23  | 5                | 14               | 19               | 28               | -                | - | -                    | -                    | -                    |                      |                      |
| 2021-2022  | Bruins de Providence     | LAH               | 54  | 3                | 13               | 16               | 56               | 2                | 1 | 0                    | 1                    | 2                    |                      |                      |
| 2022-2023  | Bruins de Providence     | LAH               | 35  | 10               | 7                | 17               | 58               | 1                | 0 | 0                    | 0                    | 0                    |                      |                      |
| 2022-2023  | Bruins de Boston         | LNH               | 23  | 4                | 3                | 7                | 11               | 3                | 0 | 1                    | 1                    | 4                    |                      |                      |
| 2023-2024  | Bruins de Boston         | LNH               | 60  | 2                | 8                | 10               | 32               | 5                | 1 | 0                    | 1                    | 2                    |                      |                      |
| 2024-2025  | Wild du Minnesota        | LNH               | 38  | 3                | 3                | 6                | 27               | -                | - | -                    | -                    | -                    |                      |                      |
| 2024-2025  | Bruins de Boston         | LNH               | 18  | 2                | 3                | 5                | 20               | -                | - | -                    | -                    | -                    |                      |                      |
| Totaux LNH | Totaux LNH               | Totaux LNH        | 139 | 11               | 17               | 28               | 90               | 8                | 1 | 1                    | 2                    | 6                    |                      |                      |

### En équipe nationale
| Année | Compétition                          |   | PJ | B | A | Pts | Pun | +/-             |  | Résultat |
| 2018  | Championnat du monde moins de 18 ans | 7 | 3  | 3 | 6 | 8   | 0   | Quatrième place |  |          |
| 2018  | Championnat du monde junior          | 6 | 1  | 0 | 1 | 4   | -1  | Quatrième place |  |          |
| 2019  | Championnat du monde junior          | 5 | 1  | 1 | 2 | 6   | 0   | Septième place  |  |          |
| 2020  | Championnat du monde junior          | 1 | 0  | 0 | 0 | 0   | 0   | Septième place  |  |          |

## Trophées et honneurs personnels

### Coupe Memorial
- 2019 : remporte le trophée Ed-Chynoweth